# Heinz Flohe
Heinz "Flocke" Flohe, född 28 januari 1948 i Euskirchen, Nordrhein-Westfalen, död 15 juni 2013 i Euskirchen, Nordrhein-Westfalen, var en tysk fotbollsspelare.
Heinz Flohe tillhörde under 1970-talet Bundesligas bästa mittfältare och var nyckelspelare i FC Köln. 1970 debuterade Flohe för Västtyskland och var med och tog VM-guld 1974 och EM-silver 1976. Flohe var även med i VM i Argentina 1978. 1978 var Heinz Flohe med och tog dubbeln med Köln. Flohe lämnade Köln för TSV 1860 München efter att han blivit skadad men kunde aldrig komma helt tillbaka och slutade efter ett år i München.